# Lavoisiera macrocarpa
Lavoisiera macrocarpa är en tvåhjärtbladig växtart som beskrevs av Charles Victor Naudin. Lavoisiera macrocarpa ingår i släktet Lavoisiera och familjen Melastomataceae. Inga underarter finns listade i Catalogue of Life.